# Provincia de Burgas
La provincia de Burgas (en búlgaro: Област Бургас) es una provincia u óblast ubicado al sudeste de Bulgaria. Limita al norte con las provincias de Varna y Shumen; al este con el mar Negro; al sur con Turquía y al oeste con las de Sliven y Yambol. Es la segunda provincia por tamaño, después de la provincia de Sofía, y la cuarta por población.

## Municipios y pueblos

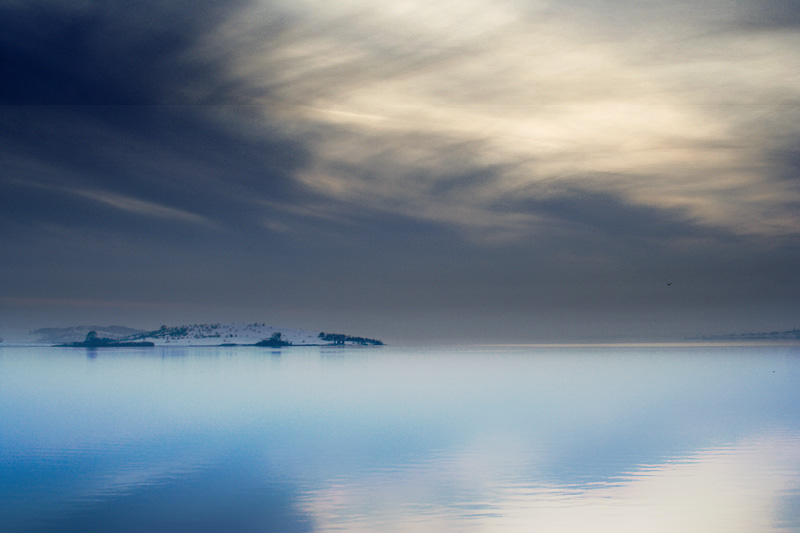
Lago Mandrensko cerca de Burgas.

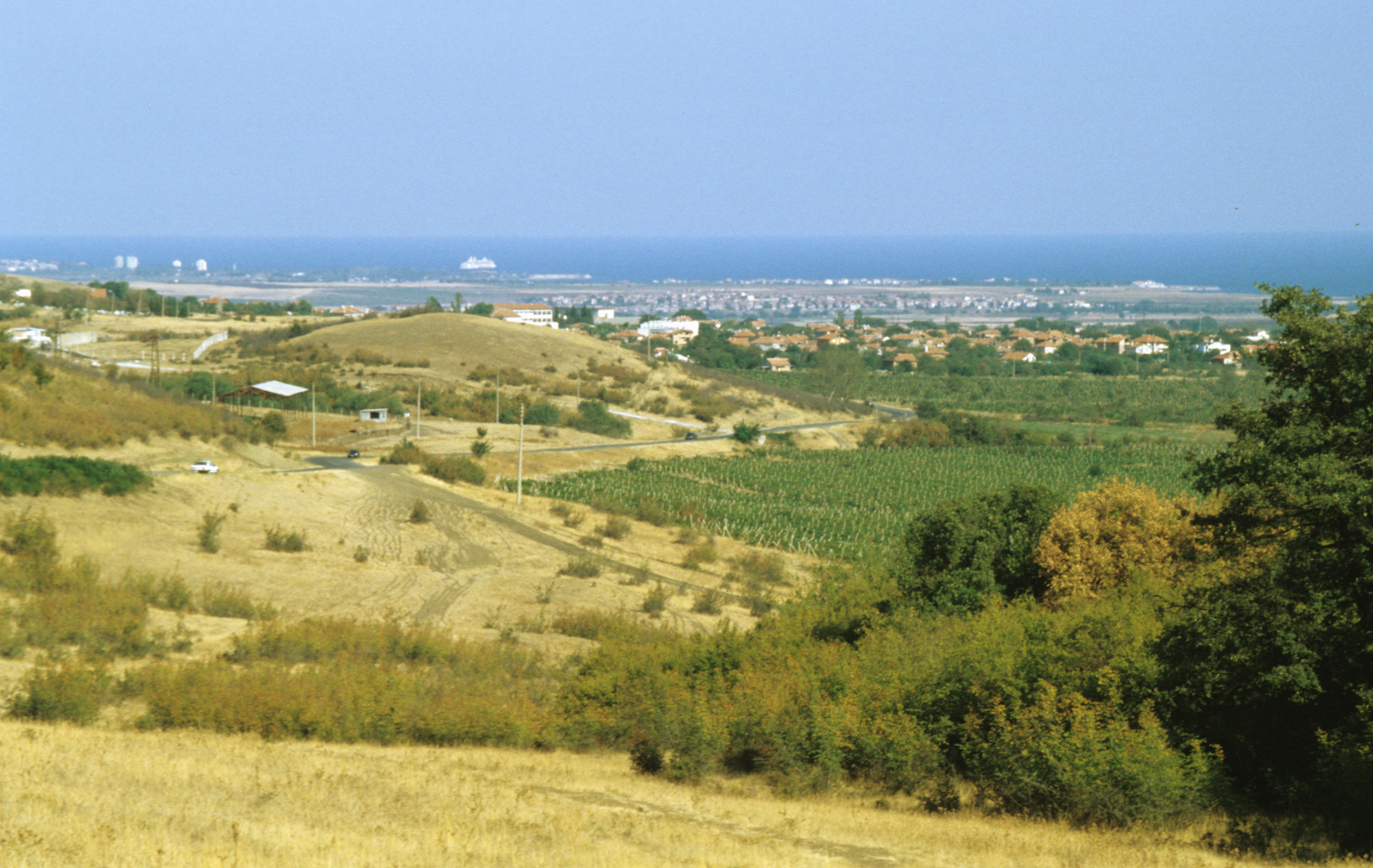
Vista de la provincia.

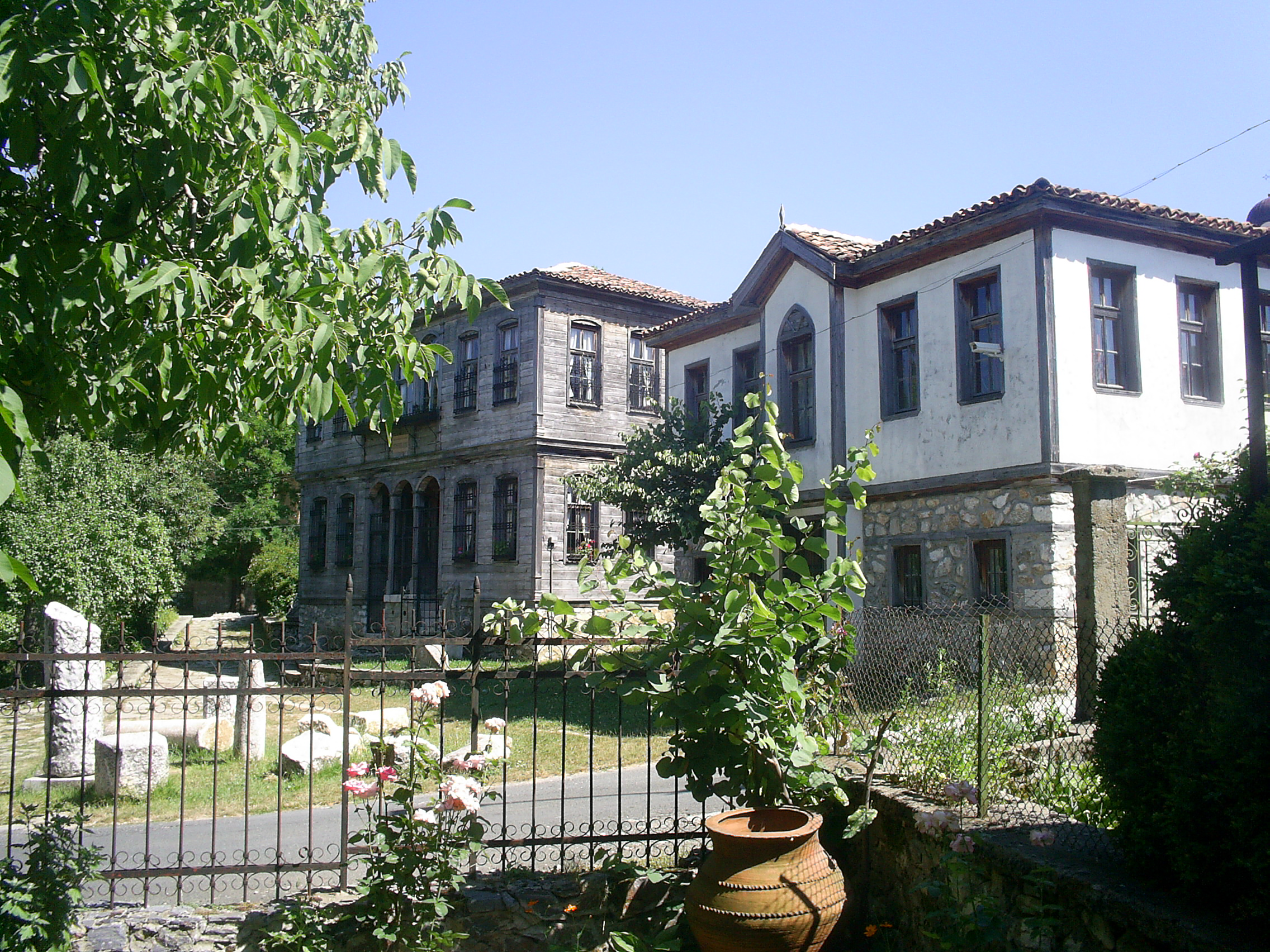
Viejas casas en Malko Tarnovo, en la región de Strandzha.

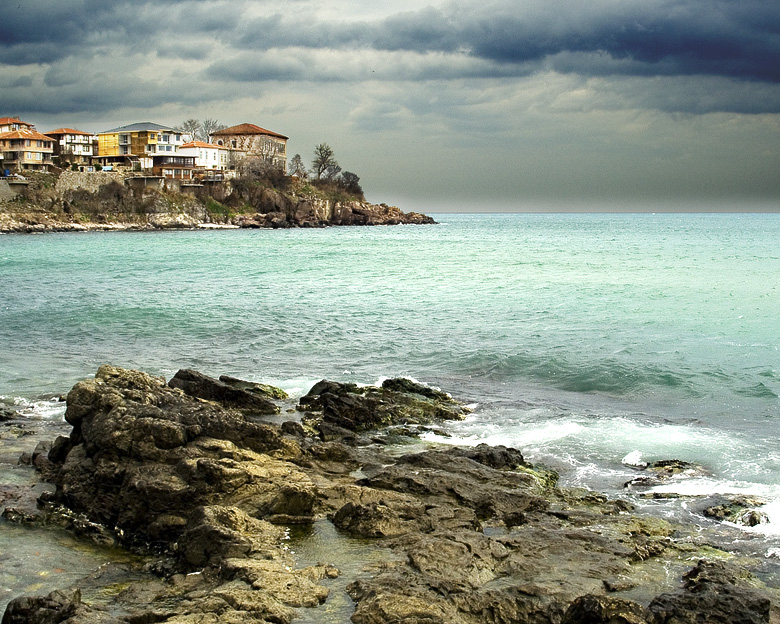
Vista de Sozopol.

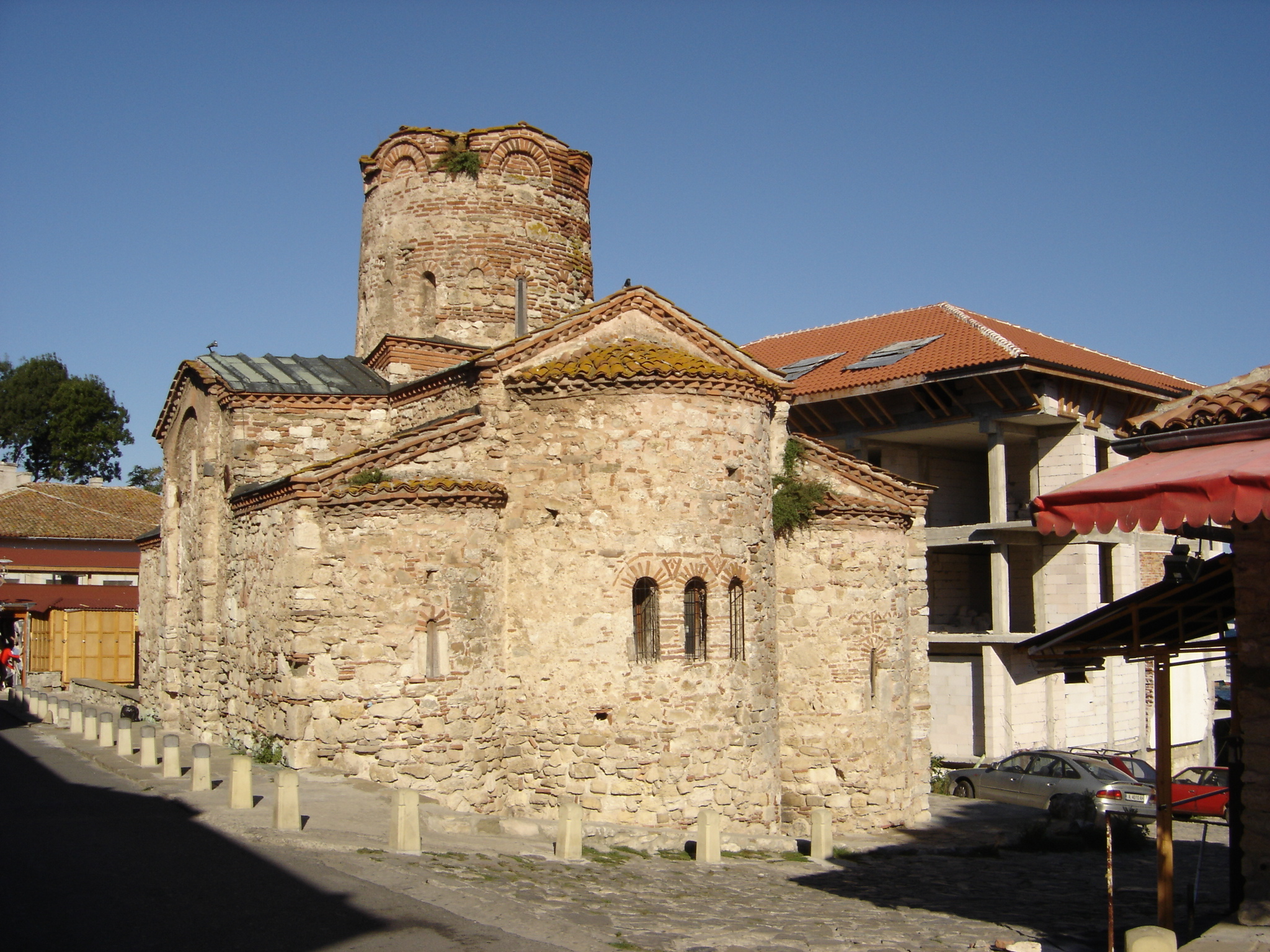
Iglesia de San Juan Bautista (del) en Nessebar.

La provincia de Burgas está subdividida en los siguientes municipios (obshtina) y pueblos:

### Municipio de Aytos
Aytos, Dryankovets, Zetyovo, Karageorgievo, Karanovo, Lyaskovo, Malka, Polyana, Maglen, Peshtersko, Pirne, Polyanovo, Raklinovo, Sadievo, Topolitsa, Cherna Mogila, Chernograd y Chukarka.

### Municipio de Burgas
Banevo, Bratovo, Bryastovets, Burgas, Balgarovo, Dimchevo, Draganovo, Vetren, Izvorishte, Marinka, Mirolyubovo, Ravnets, Meden Rudnik, Tvarditsa y Cherno More.

### Municipio de Sredets
Belevren, Belila, Bistrets, Bogdanovo, Varovnik, Golyamo Bukovo, Gorno Yabalkovo, Granitets, Granichar, Sredets, Debelt, Dolno Yabalkovo, Draka, Drachevo, Dyulevo, Momina Tsarkva, Zagortsi, Zornitsa, Kirovo, Kubadin, Malina, Orlintsi, Prohod, Panchevo, Radoynovo, Rosenovo, Svetlina, Sinyo Kamene, Slivovo, Suhodol, Valchanovo y Fakiya.

### Municipio de Kameno
Vinarsko, Vratitsa, Zhelyazovo, Kameno, Krastina, Livada, Konstantinovo, Polski Izvor, Rusokastro, Svoboda, Troyanovo, Trastikovo y Cherni Vrah.

### Municipio de Karnobat
Asparuhovo, Detelina, Venets, Glumche, Devetak, Devetintsi, Dobrinovo, Dragantsi, Dragovo, Ekzarh Antimovo, Zheleznik, Zhitosvyat, Zimen, Iskra, Karnobat, Klikach, Kozare, Krumovo Gradishte, Krushovo, Madrino, Nevestino, Ognen, Raklitsa, San-Stefano, Sigmen, Sokolovo, Sarnevo, Smolnik, Hadzhiite, Tserkovski y Cherkovo.

### Municipio de Malko Tarnovo
Bliznak, Brashlyan, Byala Voda, Vizitsa, Gramatikovo, Evrenozovo, Zabernovo, Zvezdets, Kalovo, Malko Tarnovo, Mladezhko, Slivarovo y Stoilovo.

### Municipio de Tsarevo
Ahtopol, Brodilovo, Balgari, Varvara, Velika, Izgrev, Kondolovo, Kosti, Lozenets, Tsarevo, Rezovo, Sinemorets y Fazanovo.

### Municipio de Nesebar
Banya, Sveti Vlas, Gyulyovtsa, Emona, Koznitsa, Kosharitsa, Nesebar, Obzor, Orizare, Panitsovo, Priseltsi, Ravda, Rakovskovo, Slanchev Bryag y Tankovo.

### Municipio de Pomorie
Aheloy, Aleksandrovo, Bata, Gaberovo, Goritsa, Galabets, Dabnik, Belodol, Kableshkovo, Kamenar, Kozichino, Kosovets, Laka, Medovo, Pomorie, Poroy y Stratsin.

### Municipio de Ruen
Bilka, Vishna, Vresovo, Podgorets, Dobra Polyana, Dobromir, Dropla, Daskotna, Dyulya, Zaimchevo, Zaychar, Zvezda, Kamenyak, Karavelyovo, Listets, Lyulyakovo, Pripek, Mrezhichko, Preobrazhentsi, Planinitsa, Prosenik, Razboyna, Rechitsa, Rozhden, Rudina, Ruen, Rupcha, Razhitsa, Skalak, Snezha, Snyagovo, Sokolets, Sredna Mahala, Struya, Topchiysko, Tranak, Sini Rid, Cheresha, Shivarovo, Yabalchevo y Yasenovo.

### Municipio de Sozopol
Varshilo, Gabar, Zidarovo, Izvor, Indzhe Voyvoda, Krushevets, Prisad, Ravadinovo, Ravna Gora, Atiya, Rosen, Sozopol y Chernomorets.
En este municipio se localiza el lago Alepu.

### Municipio de Sungurlare
Balabanchevo, Beronovo, Bosilkovo, Vedrovo, Vezenkovo, Valchin, Gorovo, Grozden, Esen, Zavet, Kamensko, Kamchiya, Klimash, Kosten, Lozarevo, Lozitsa, Manolich, Podvis, Prilep, Pchelin, Sadovo, Skala, Slavyantsi, Sungurlare, Saedinenie, Terziysko, Velislav, Chernitsa, Chubra y Dabovitsa.

### Municipio de Primorsko
Veselie, Kiten, Novo Panicharevo, Pismenovo, Primorsko y Yasna Polyana.